# Galore
Galore is een verzamelalbum van de Britse newwaveband The Cure. Het bevat singles die uitgekomen zijn in de periode 1987-1997.

## Nummers
1. "Why Can't I Be You?" - 3:14
2. "Catch" - 2:45
3. "Just Like Heaven" (Bob Clearmountain Mix) - 3:32
4. "Hot Hot Hot!!!" (Francois Kevorkian en Ron St. Germain Mix) - 3:35
5. "Lullaby" (Single Mix) - 4:10
6. "Fascination Street" (Single Mix) - 4:20
7. "Lovesong" (Single Mix) - 3:28
8. "Pictures of You" (Single Mix) - 4:48
9. "Never Enough" (Single Mix) - 4:28
10. "Close to Me" (Closest Mix) - 4:21
11. "High" (Single Mix) - 3:33
12. "Friday I'm in love" (Single Mix) - 3:36
13. "A Letter to Elise" (Single Mix) - 4:20
14. "The 13th" (Swing Radio Mix) - 4:17
15. "Mint Car" (Radio Mix) - 3:31
16. "Strange Attraction" (Album Mix) - 4:21
17. "Gone!" (Radio Mix) - 4:27
18. "Wrong Number" - 6:01

## Singles
- 1997 - Wrong Number (uitgekomen in de Verenigde Staten in oktober)